# Шерли (Арканзас)
Шерли (англ. Shirley) — город, расположенный в округе Ван-Бьюрен (штат Арканзас, США) с населением в 337 человек по статистическим данным переписи 2000 года.

## География
По данным Бюро переписи населения США, город Шерли имеет общую площадь в 6,47 квадратных километров, из которых 6,22 кв. километров занимает земля и 0,26 кв. километров — вода. Площадь водных ресурсов округа составляет 4,02 % от всей его площади.
Город Шерли расположен на высоте 168 метров над уровнем моря.

## Демография
По данным переписи населения 2000 года, в Шерли проживало 337 человек, 91 семья, насчитывалось 136 домашних хозяйств и 172 жилых дома. Средняя плотность населения составляла около 52,7 человек на один квадратный километр. Расовый состав Шерли по данным переписи распределился следующим образом: 96,14 % белых, 0,89 % — чёрных или афроамериканцев, 1,89 % — коренных американцев, 2,08 % — представителей смешанных рас.
Испаноговорящие составили 1,19 % от всех жителей города.
Из 136 домашних хозяйств в 33,1 % — воспитывали детей в возрасте до 18 лет, 58,8 % представляли собой совместно проживающие супружеские пары, в 6,6 % семей женщины проживали без мужей, 32,4 % не имели семей. 29,4 % от общего числа семей на момент переписи жили самостоятельно, при этом 14,7 % составили одинокие пожилые люди в возрасте 65 лет и старше. Средний размер домашнего хозяйства составил 2,48 человек, а средний размер семьи — 3,08 человек.
Население города по возрастному диапазону по данным переписи 2000 года распределилось следующим образом: 27 % — жители младше 18 лет, 7,7 % — между 18 и 24 годами, 27,6 % — от 25 до 44 лет, 19,0 % — от 45 до 64 лет и 18,7 % — в возрасте 65 лет и старше. Средний возраст жителей составил 35 лет. На каждые 100 женщин в Шерли приходилось 89,3 мужчин, при этом на каждые сто женщин 18 лет и старше приходилось 92,2 мужчин также старше 18 лет.
Средний доход на одно домашнее хозяйство в городе составил 23 958 долларов США, а средний доход на одну семью — 30 938 долларов. При этом мужчины имели средний доход в 21 875 долларов США в год против 14 545 долларов среднегодового дохода у женщин. Доход на душу населения в городе составил 10 096 долларов в год. 14,1 % от всего числа семей в округе и 23,2 % от всей численности населения находилось на момент переписи населения за чертой бедности, при этом 34,2 % из них были моложе 18 лет и 11,1 % — в возрасте 65 лет и старше.